# Centovallibahn
| Triebwagen der Centovallibahn in Ponte Brolla | |                                                 |                                                 |
| Streckennummer (BAV): | 623 (Locarno–Locarno S. Antonio) 622 (Locarno S. Antonio–Ponte Brolla) 621 (Ponte Brolla–Ribellasca Confine) |                                                 |                                                 |
| Fahrplanfeld: | 620 |                                                 |                                                 |
| Streckenlänge: | 18,95 km |                                                 |                                                 |
| Spurweite: | 1000 mm (Meterspur)                                                                                          |                                                 |                                                 |
| Stromsystem: | 1200 V = |                                                 |                                                 |
| Maximale Neigung: | 60 ‰ |                                                 |                                                 |
| Minimaler Radius: | 50 m |                                                 |                                                 |
| Streckengeschwindigkeit: | 60 km/h |                                                 |                                                 |
| | |                                                 |                                                 |
| \| \| \| Anschluss SBB von Bellinzona \| \| \| \| 0.00 \| Locarno FART / SBB \| 198 m ü. M. \| \| \| \| \| \| \| \| \| Funicolare Locarno–Madonna del Sasso \| \| \| \| \| Azienda Gas & Macello \| \| \| \| 1,33 \| Galleria Kreuzungsstelle \| 212 m ü. M. \| \| \| \| Piazza Castello \| \| \| \| 1,840,00 \| Locarno S. Antonio \| 207 m ü. M. \| \| \| 0,66 \| Solduno \| 215 m ü. M. \| \| \| \| Galleria (2590 m, seit 1990) \| \| \| \| \| (bis 1988 oberirdisch) \| \| \| \| 1,28 \| Solduno S. Martino \| 222 m ü. M. \| \| \| \| Sass Gott (20 m) \| \| \| \| 3,35 \| Ponte Brolla \| 254 m ü. M. \| \| \| \| Maggia (34 m) \| \| \| \| 3,460,00 \| ehem. Maggiatalbahn, heute Depot \| ehem. Maggiatalbahn, heute Depot \| \| \| 0,94 \| Tegna \| 255 m ü. M. \| \| \| 1,94 \| Verscio \| 274 m ü. M. \| \| \| 2,60 \| Cavigliano \| 296 m ü. M. \| \| \| \| Güra (33 m) \| \| \| \| \| Isorno (128 m) \| \| \| \| 4,68 \| Intragna \| 339 m ü. M. \| \| \| \| Riale die Mulini (62 m) \| \| \| \| \| Dirinei (311 m) \| \| \| \| 7,15 \| Corcapolo \| 463 m ü. M. \| \| \| \| Frana di Corcapolo (343 m) \| \| \| \| \| Valascia (15 m) \| \| \| \| \| Valle d'Ingustria, Ri da Dröi (110 m) \| \| \| \| \| Valle d'Ingustria (53 m) \| \| \| \| \| Monda di fuori (17 m) \| \| \| \| \| Monda di dentro (70 m) \| \| \| \| \| Sassalto di fuori (35 m) \| \| \| \| \| Sassalto di dentro (45 m) \| \| \| \| \| Val Chiara (35 m) \| \| \| \| \| Vergugno (112 m) \| \| \| \| 9,52 \| Verdasio \| 531 m ü. M. \| \| \| \| Segna (60 m) \| \| \| \| \| Riale della Segna (46 m) \| \| \| \| \| Gaggetto di fuori (36 m) \| \| \| \| \| Gaggetto di dentro (307 m) \| \| \| \| \| Riale di Verdasio (206 m) \| \| \| \| 11,15 \| Palagnedra \| 533 m ü. M. \| \| \| \| Vignascia (185 m) \| \| \| \| \| Bacino di Palagnedra (45 m) \| \| \| \| \| Cadanza (200 m) \| \| \| \| 11,98 \| Borgnone-Cadanza \| 546 m ü. M. \| \| \| \| Mött da Varda (57 m) \| \| \| \| \| Tries (33 m) \| \| \| \| \| Ruinacci (35 m) \| \| \| \| \| Ruinacci (110 m) \| \| \| \| 13,06 \| Camedo \| 549 m ü. M. \| \| \| 13,6532,30 \| Ribellasca (110 m) Staatsgrenze Schweiz–Italien \| Ribellasca (110 m) Staatsgrenze Schweiz–Italien \| \| \| \| Ferrovia Vigezzina (SSIF) nach Domodossola \| \| | |                                                 |                                                 |
| | | Anschluss SBB von Bellinzona                    |                                                 |
| Kopfbahnhof (Strecke außer Betrieb) · Kopfbahnhof (im Tunnel) · Kopfbahnhof Streckenende | 0.00 | Locarno FART / SBB                              | 198 m ü. M.                                     |
| Strecke von halblinks (im Tunnel) · Strecke nach links und von halbrechts (außer Betrieb) · Strecke von rechts (außer Betrieb) | |                                                 |                                                 |
| Strecke (im Tunnel) · Strecke (außer Betrieb) | | Funicolare Locarno–Madonna del Sasso            | Funicolare Locarno–Madonna del Sasso            |
| Strecke (im Tunnel) · Dienststation / Betriebs- oder Güterbahnhof (Strecke außer Betrieb) | | Azienda Gas & Macello                           | Azienda Gas & Macello                           |
| Dienststation / Betriebs- oder Güterbahnhof (im Tunnel) · Strecke (außer Betrieb) | 1,33 | Galleria Kreuzungsstelle                        | 212 m ü. M.                                     |
| Haltepunkt / Haltestelle (Strecke außer Betrieb) | | Piazza Castello                                 | Piazza Castello                                 |
| Haltepunkt / Haltestelle (im Tunnel) · Bahnhof (Strecke außer Betrieb) | 1,840,00 | Locarno S. Antonio                              | 207 m ü. M.                                     |
| Haltepunkt / Haltestelle (im Tunnel) · Haltepunkt / Haltestelle (Strecke außer Betrieb) | 0,66 | Solduno                                         | 215 m ü. M.                                     |
| Tunnelende · Strecke (außer Betrieb) | | Galleria (2590 m, seit 1990)                    | Galleria (2590 m, seit 1990)                    |
| | | (bis 1988 oberirdisch)                          |                                                 |
| Bahnhof | 1,28 | Solduno S. Martino                              | 222 m ü. M.                                     |
| Tunnel | | Sass Gott (20 m)                                | Sass Gott (20 m)                                |
| Bahnhof | 3,35 | Ponte Brolla                                    | 254 m ü. M.                                     |
| Brücke über Wasserlauf | | Maggia (34 m)                                   | Maggia (34 m)                                   |
| Betriebs-/Güterbahnhof Strecke bis hier außer Betrieb und quer · Abzweig geradeaus, nach rechts und ehemals von rechts | 3,460,00 | ehem. Maggiatalbahn, heute Depot                | ehem. Maggiatalbahn, heute Depot                |
| Haltepunkt / Haltestelle | 0,94 | Tegna                                           | 255 m ü. M.                                     |
| Bahnhof | 1,94 | Verscio                                         | 274 m ü. M.                                     |
| Bahnhof | 2,60 | Cavigliano                                      | 296 m ü. M.                                     |
| Tunnel | | Güra (33 m)                                     | Güra (33 m)                                     |
| Brücke über Wasserlauf | | Isorno (128 m)                                  | Isorno (128 m)                                  |
| Bahnhof | 4,68 | Intragna                                        | 339 m ü. M.                                     |
| Brücke über Wasserlauf | | Riale die Mulini (62 m)                         | Riale die Mulini (62 m)                         |
| Tunnel | | Dirinei (311 m)                                 | Dirinei (311 m)                                 |
| Bahnhof | 7,15 | Corcapolo                                       | 463 m ü. M.                                     |
| Tunnel | | Frana di Corcapolo (343 m)                      | Frana di Corcapolo (343 m)                      |
| Tunnel | | Valascia (15 m)                                 | Valascia (15 m)                                 |
| Brücke über Wasserlauf | | Valle d'Ingustria, Ri da Dröi (110 m)           | Valle d'Ingustria, Ri da Dröi (110 m)           |
| Tunnel | | Valle d'Ingustria (53 m)                        | Valle d'Ingustria (53 m)                        |
| Tunnel | | Monda di fuori (17 m)                           | Monda di fuori (17 m)                           |
| Tunnel | | Monda di dentro (70 m)                          | Monda di dentro (70 m)                          |
| Tunnel | | Sassalto di fuori (35 m)                        | Sassalto di fuori (35 m)                        |
| Tunnel | | Sassalto di dentro (45 m)                       | Sassalto di dentro (45 m)                       |
| Tunnel | | Val Chiara (35 m)                               | Val Chiara (35 m)                               |
| Tunnel | | Vergugno (112 m)                                | Vergugno (112 m)                                |
| Bahnhof | 9,52 | Verdasio                                        | 531 m ü. M.                                     |
| Brücke über Wasserlauf | | Segna (60 m)                                    | Segna (60 m)                                    |
| Tunnel | | Riale della Segna (46 m)                        | Riale della Segna (46 m)                        |
| Tunnel | | Gaggetto di fuori (36 m)                        | Gaggetto di fuori (36 m)                        |
| Tunnel | | Gaggetto di dentro (307 m)                      | Gaggetto di dentro (307 m)                      |
| Tunnel | | Riale di Verdasio (206 m)                       | Riale di Verdasio (206 m)                       |
| Haltepunkt / Haltestelle | 11,15 | Palagnedra                                      | 533 m ü. M.                                     |
| Tunnel | | Vignascia (185 m)                               | Vignascia (185 m)                               |
| Brücke über Wasserlauf | | Bacino di Palagnedra (45 m)                     | Bacino di Palagnedra (45 m)                     |
| Tunnel | | Cadanza (200 m)                                 | Cadanza (200 m)                                 |
| Haltepunkt / Haltestelle | 11,98 | Borgnone-Cadanza                                | 546 m ü. M.                                     |
| Tunnel | | Mött da Varda (57 m)                            | Mött da Varda (57 m)                            |
| Tunnel | | Tries (33 m)                                    | Tries (33 m)                                    |
| Tunnel | | Ruinacci (35 m)                                 | Ruinacci (35 m)                                 |
| Brücke | | Ruinacci (110 m)                                | Ruinacci (110 m)                                |
| Bahnhof | 13,06 | Camedo                                          | 549 m ü. M.                                     |
| Grenze auf Brücke über Wasserlauf | 13,6532,30                                                                                                   | Ribellasca (110 m) Staatsgrenze Schweiz–Italien | Ribellasca (110 m) Staatsgrenze Schweiz–Italien |
| Strecke | | Ferrovia Vigezzina (SSIF) nach Domodossola      | Ferrovia Vigezzina (SSIF) nach Domodossola      |

Die Centovallibahn führt von Locarno im schweizerischen Kanton Tessin durchs Centovalli bis an die italienische Grenze. Weiter führt sie durchs Valle Vigezzo als Ferrovia Vigezzina bis nach Domodossola in der italienischen Provinz Verbano-Cusio-Ossola. Sie verbindet die Gotthardbahn mit der Simplonstrecke.

## Geschichte

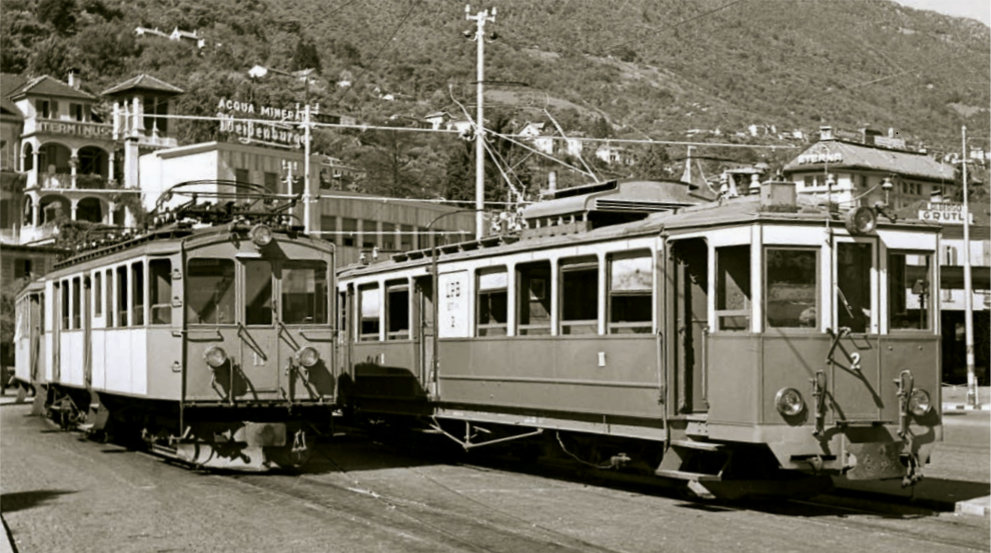
Links BCFe 4/4 11 der Ferrovie Regionali Ticinese (FRT) in Locarno, daneben der BCFe 4/4 2 der Maggiatalbahn, 1949

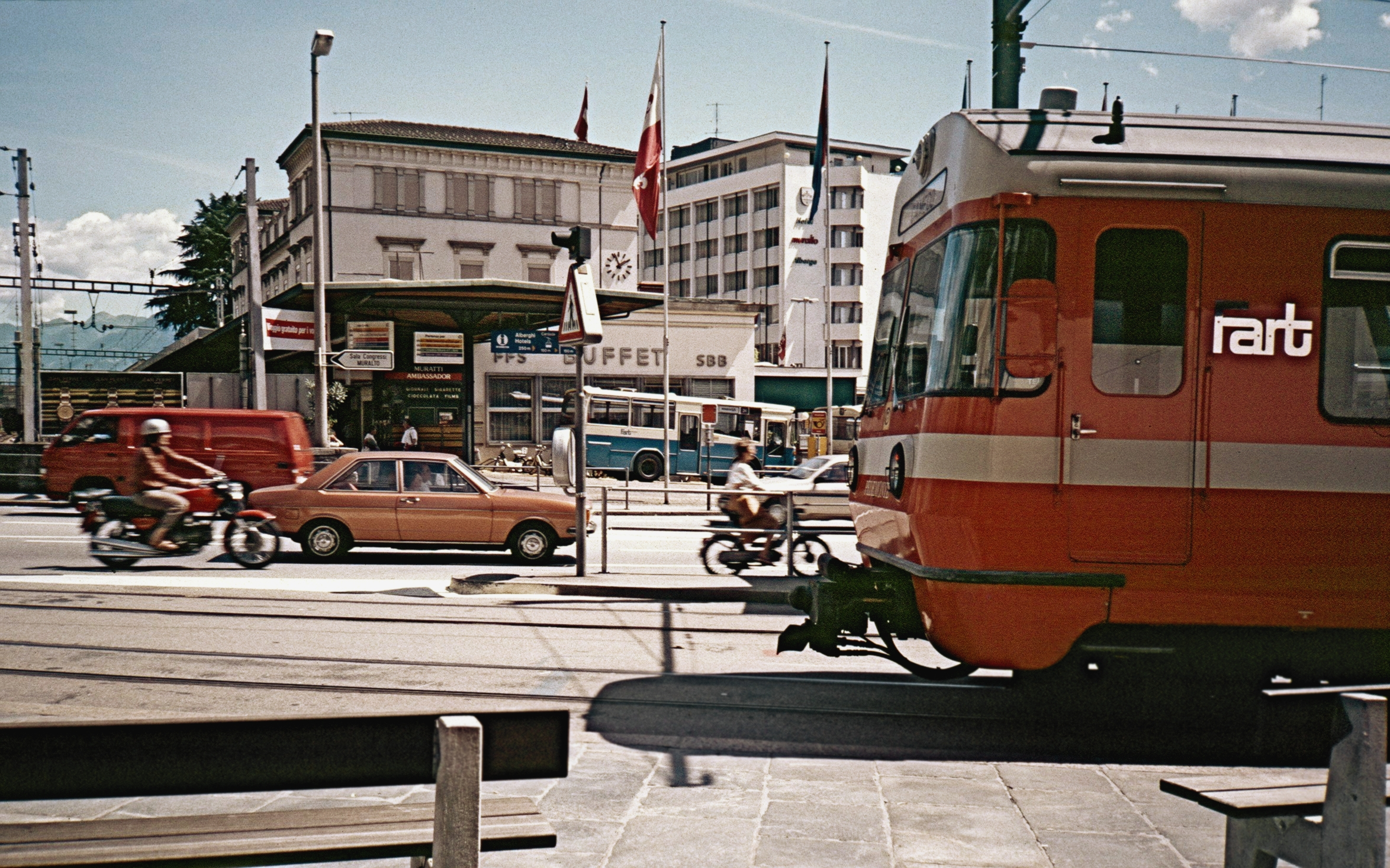
Triebwagen in oranger VST-Einheitslackierung an der Endhaltestelle vor dem SBB-Bahnhof Locarno, 1986

Wie die ehemalige Maggiatalbahn und die Standseilbahn Locarno–Madonna del Sasso ist auch die Centovallibahn auf die Initiative des Stadtpräsidenten von Locarno, Francesco Balli, gegen Ende des 19. Jahrhunderts zurückzuführen. Nachdem der Erste Weltkrieg die 1912 aufgenommenen Bauarbeiten verzögert hatte, konnte die Strecke am 25. November 1923 offiziell eröffnet werden.
Die internationale Bahn wird auf Schweizer Seite von der Bahngesellschaft Ferrovie autolinee regionali ticinesi (FART), auf italienischer Seite, wo die Bahn Vigezzina genannt wird, von der Società subalpina di imprese ferroviarie (SSIF) betrieben. Dem Betrieb liegt ein Staatsvertrag zwischen dem Schweizer Bundesrat und dem König von Italien, Vittorio Emanuele III., vom 12. November 1918 zugrunde.
Am 7. und 8. August 1978 erlitt die Strecke schwere Schäden durch Hochwasser, insbesondere auf dem italienischen Abschnitt, wo zwei Brücken zerstört und mehrere hundert Meter Gleis weggeschwemmt wurden. Erst im Sommer 1980 konnte der internationale Verkehr wieder aufgenommen werden.
Bis 1990 war die Piazza della Stazione, der Bahnhofplatz von Locarno, Endstation. Seitdem ist der unterirdische Bahnhof in Betrieb. Die heutige unterirdische Strecke zwischen der Endstation und der Station Solduno San Martino wurde von 1983 bis 1990 gebaut. Der am 17. Dezember 1990 eröffnete Tunnel ist 2791 m lang und hat zusätzlich zwei Haltestellen (San Antonio, Solduno). Der erste 1512 m lange Abschnitt (Locarno – San Antonio) wurde bergmännisch aufgefahren, der verbleibende Teil (San Antonio – Solduno – Solduno San Martino) entstand in offener Bauweise. Statt der veranschlagten 38 Millionen Franken verschlang der Neubau um die 130 Millionen Franken.

## Linienführung

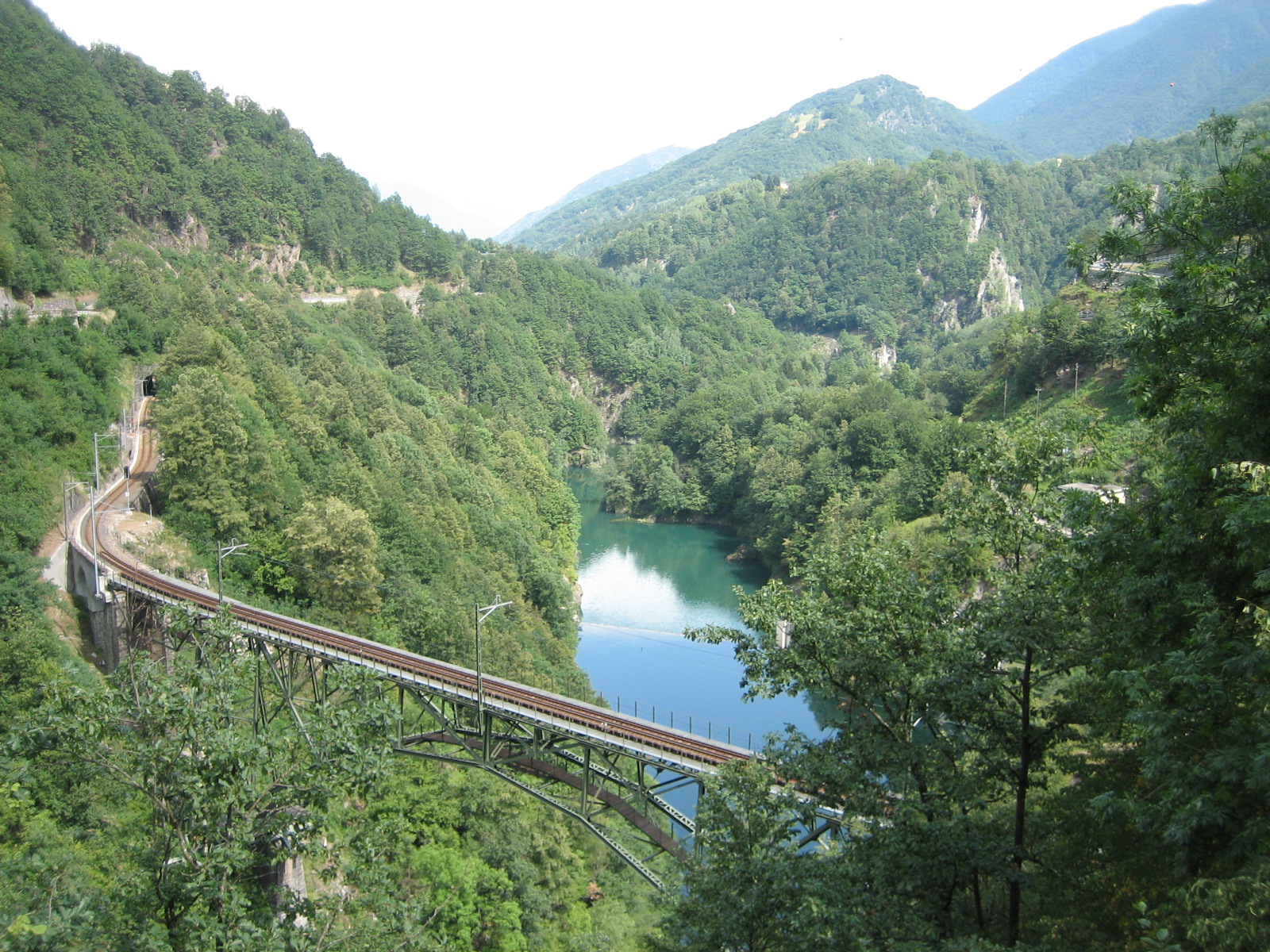
Ruinacci-Viadukt bei Camedo

Ausgehend von Bahnhof Locarno führt die Bahnlinie unterirdisch bis zum Haltepunkt Solduno San Martino, wo die Tunnelstrecke endet. In Ponte Brolla verlässt die Trasse das Maggiatal und durchquert in westlicher Richtung das Pedemonte bis nach Intragna. Hier beginnt das eigentliche Centovalli, das bis zur Grenze nach Italien bei Camedo so genannt wird, gleichzeitig beginnt hier der stärkere Anstieg der Strecke. Nach der Grenze durchfährt die Bahn das Valle Vigezzo mit den grösseren Orten Re, Malesco und Santa Maria Maggiore, wo mit 836 m der höchste Punkt erreicht wird.
Es folgt ein zunächst sanfter, dann immer steilerer Abstieg entlang der südlichen Talflanke bis zur Station Trontano. Zwischen Trontano und Masera im Tal des Toce erreicht die Strecke das maximale Gefälle von 60 Promille und die kleinsten Kurvenradien mit 50 m. Nach kurzer Querung des Tocetals wird die unterirdische Endstation unter dem Bahnhof Domodossola erreicht.

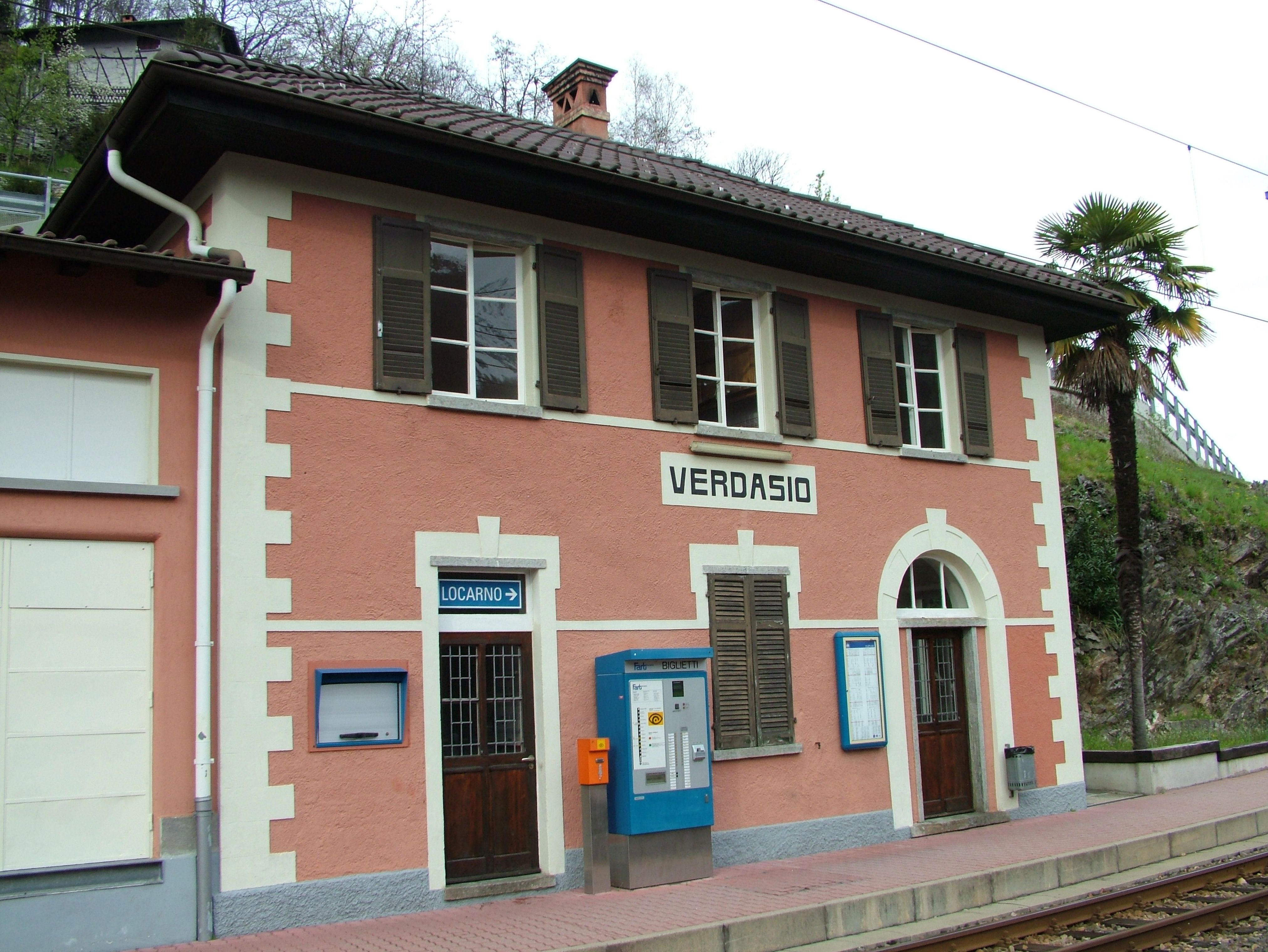
Bahnhof Verdasio

Im Schweizer Abschnitt hat die Linie 14 Stationen und Haltestellen, auf der italienischen Seite insgesamt 19, wobei die Halte zwischen Re und der Landesgrenze allerdings nur noch sporadisch bedient werden. Es besteht kein über den ganzen Tag durchgängiger Taktfahrplan. Die Fahrt über die ganze Strecke dauert etwa eine Stunde und 45 Minuten.
Die ersten vier Jahre wurden zwischen dem Bahnhof Locarno und San Antonio die bestehenden Gleise des Locarneser Trams über die Piazza Grande mitbenutzt. 1927 wurde für Centovalli- und Maggiatalbahn eine eigene Strecke eröffnet, die die Innenstadt umfuhr. 1990 wurde der Tunnel zwischen Bahnhof Locarno und Solduno San Martino eröffnet. Von beiden früheren Linienführungen sind im Strassenbelag noch eingelassene Schienen zu sehen.

## Technik
Die Schmalspurbahn hat eine Spurweite von 1000 mm und wird seit ihrer Eröffnung mit 1200 Volt Gleichstrom betrieben. Die Fahrleitungsgrenzspannung beträgt heute zwischen 840 und 1620 Volt, was einer Nennspannung von 1350 Volt entsprechen würde, wobei offiziell die Spannung nie erhöht wurde. Die Gleichrichterstationen befinden sich in Ponte Brolla, Intragna, Verdasio, Re und Trontano. Während die Schweizer Teilstrecke bereits 1963 mit Lichtsignalen und Streckenblock ausgerüstet wurde, konnte die notorisch finanzschwache SSIF ihren Abschnitt erst Ende der 1990er-Jahre diesem technischen Stand anpassen.

## Rollmaterial
Der Verkehr auf der Centovallibahn wird ausschliesslich mit Triebwagen und Triebzügen geführt.
Siehe auch: Liste von Fahrzeugen auf der Centovallibahn.
Die Hauptlast übernahmen bis 2007 (Inbetriebnahme der 3 vierteiligen SSIF-Panoramatriebzüge 81–89/810–812) die 12 Doppeltriebwagen ABe 4/6 von Vevey Technologies aus dem Jahre 1992. 8 dieser Fahrzeuge sind bei der FART (ABe 4/6 51–58, 57–58 zeitweise Ae 4/6, 51 ausgebrannt am 15. Januar 2009, 55–58 Umbau zu ABe 4/8 2011) und 4 bei der SSIF eingestellt (ABe 4/6 61–64). Daneben werden die ABe 8/8 21–24 der SSIF und früher auch die ABDe 6/6 31–32 der FART teilweise auch im grenzüberschreitenden Verkehr eingesetzt. Der Lokalverkehr der SSIF wird durch die ABe 6/6 33–35 (ex Ferrovia Lugano-Ponte Tresa) und die ABe 4/6 bewältigt. Der Fahrzeugpark wurde durch 4 Personenwagen der FART (B 120–123) und einige der SSIF (AB 105, B 106–107, A 130 und A 201) sowie durch historische Fahrzeuge ergänzt (AB 110–111). Bei der FART wird ein Tm 2/2 9 für den Bahndienst eingesetzt. Ausserdem waren die Triebwagen 16–18 noch lange für den Bahndienst (Squadra Manutenzione) und historische Züge eingesetzt worden.

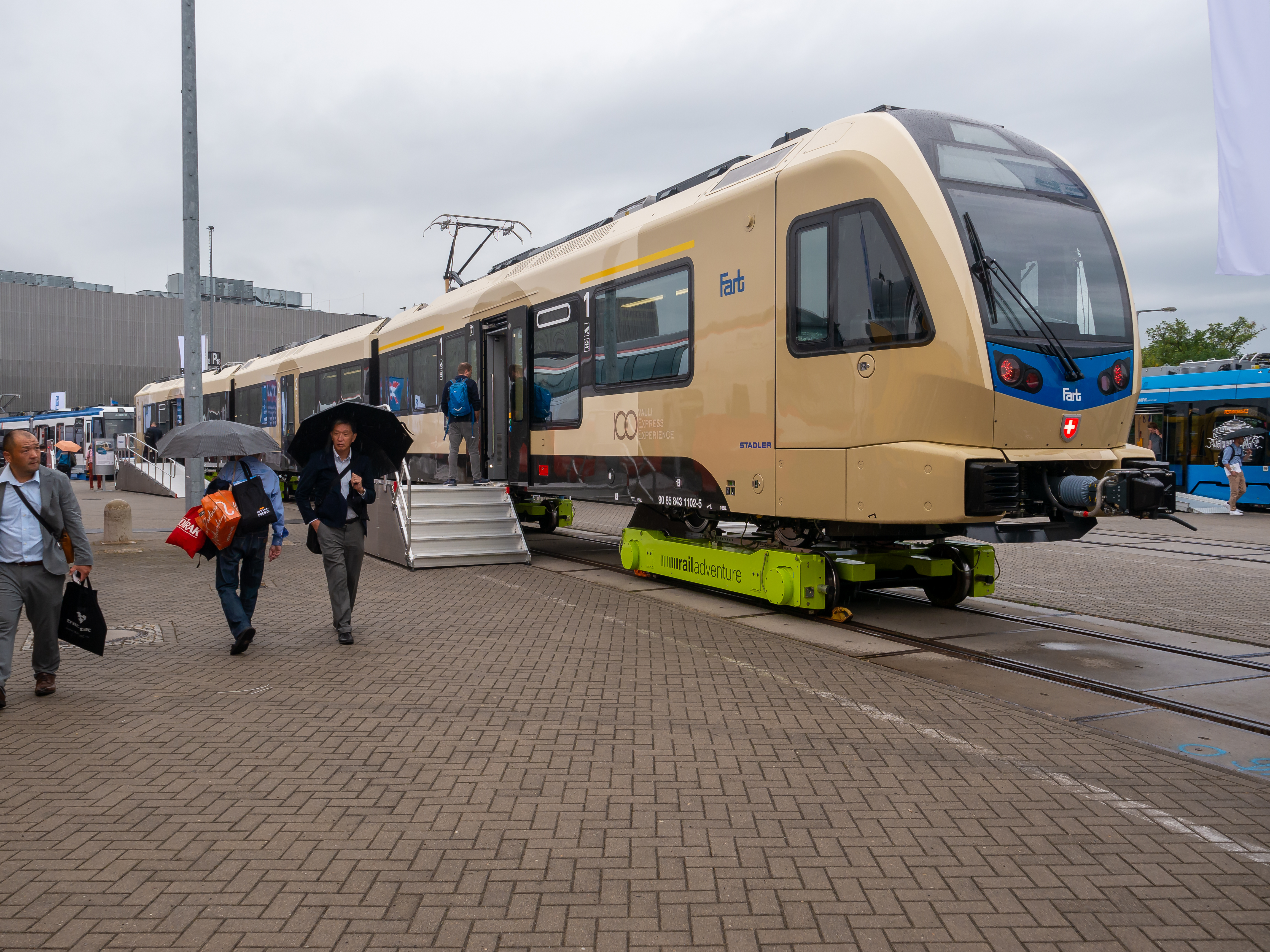
Stadler-Niederflurtriebwagen für die Centovallibahn

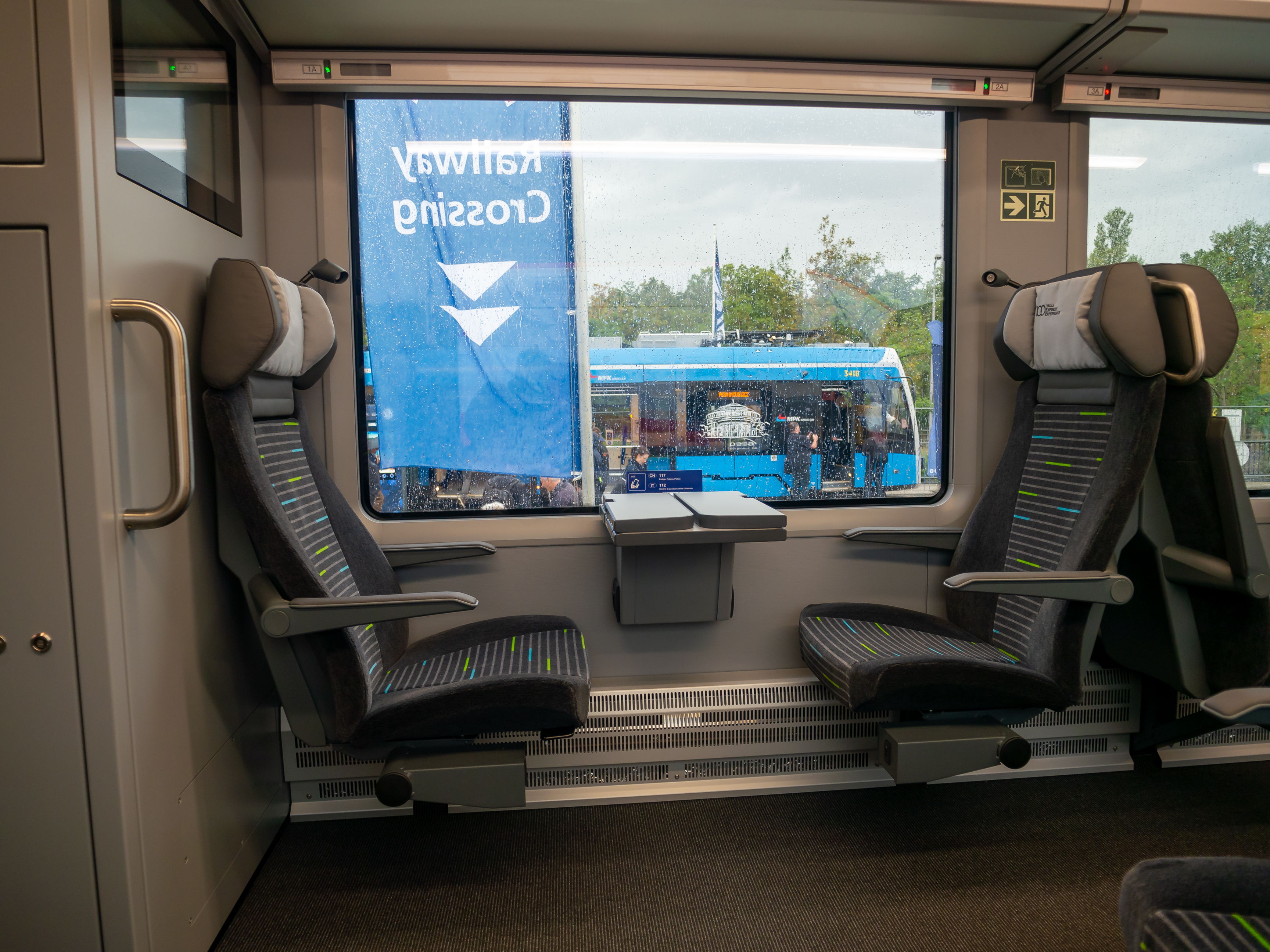
Innenraum der Stadler-Triebwagen

Ab 2025 sollen neue Züge in Betrieb genommen werden. Der Auftrag über die vier vierteiligen und vier dreiteiligen Züge wurde Ende Dezember 2020 an Stadler Rail vergeben. Das BAV unterstützt die Beschaffung. Die FART begründet die vollständige Ablösung der Bestandsflotte in erster Linie mit dem BehiG, dessen Vorgaben mit den vorhandenen, über 30 Jahre alten ABe 4/6 und ABe 4/8 nicht einzuhalten sind. 2024 wurden weitere vier Vierwagenzüge für die SSIF bestellt.

## Tarifliche Besonderheiten
Weil die Bahnstrecke Locarno-Domodossola zusammen mit der Simplonlinie die schnellste Verbindung zwischen dem Tessin und dem Wallis sowie zwischen der Region Locarno und der Romandie sowie (seit Eröffnung des Lötschberg-Basistunnels) dem Berner Oberland darstellt, sind die meisten Schweizer Tarife des direkten Verkehrs durchgehend auch auf der SSIF von der schweizerisch-italienischen Grenze nach Domodossola sowie der FS-Strecke Domodossola–Iselle gültig, insbesondere Halbtaxabonnement und Generalabonnement.
Für Touristen gibt es spezielle Tageskarten Biglietto Turistico, die eine Fahrtunterbrechung in Fahrtrichtung erlauben. Auf der Schweizer Seite gibt es diese für die Gesamtstrecke zu CHF 29,- (Stand Januar 2024). Auf der Italienischen erhält man die Gesamtstrecke einschliesslich der Standseilbahn in Locarno zur Madonna del Sasso für 27 €, ohne Standseilbahn für € 17,- (hin und zurück für 23 €). Von den Orten des Valle Vigezzo kostet die Verbindung von Bahn und Standseilbahn 22 €, die einfache Hin- und Rückfahrt ohne Seilbahn 18 € (Stand 2016). Ausserdem gibt es noch weitere Angebote und Kooperationstickets.
Für die Fahrt mit den von der SSIF angeschafften Panoramazügen wird auf dem italienischen Abschnitt ein Zuschlag in Höhe von derzeit (2016) CHF 1,50 bzw. € 1,50 erhoben.
Auf der Schweizer Seite gibt es für Übernachtungsgäste das Ticino Ticket kostenlos, wodurch sich das Biglietto Turistico weiter vergünstigt. Die Fahrt bis Camedo ist kostenfrei enthalten.
Die Fahrradmitnahme ist nicht zulässig. Es besteht aber die Möglichkeit, Fahrräder in Camedo zu mieten und in Ponte Brolla wieder abzugeben. Dafür werden Kombitickets Bahnfahrt/Fahrradmiete angeboten.

## Digitale Medien
- Führerstandsfahrt Locarno–Domodossola. Rincovision, 1991.
- Die Centovallibahn. Eisenbahn-Kurier.
- 75 Jahre Centovalli-Bahn. Folge 309 der Reihe Eisenbahn-Romantik im SWR, vom 8. November 1998.
- Jean-Luc Rickenbacher: Die 100-jährige Geschichte der Centovallibahn im Blog des Schweizerischen Nationalmuseums, publiziert am 3. April 2024